# Al otro lado del túnel
Pour plus de détails, voir Fiche technique et Distribution.
Al otro lado del túnel (littéralement « de l'autre côté du tunnel ») est un film espagnol réalisé par Jaime de Armiñán, sorti en 1994.

## Synopsis
Deux auteurs doivent terminer le scénario d'un film avec Sean Connery et sont envoyés dans un monastère dans les montagnes pour se focaliser sur leur travail.

## Fiche technique
- Titre : Al otro lado del túnel
- Réalisation : Jaime de Armiñán
- Scénario : Eduardo Armiñán et Jaime de Armiñán
- Musique : Carmen Santonja
- Photographie : Teo Escamilla
- Montage : José Luis Matesanz
- Société de production : Serva Films
- Pays :  Espagne
- Genre : Comédie
- Durée : 105 minutes
- Dates de sortie : 
  -  Espagne : 25 février 1994

## Distribution
- Fernando Rey : Miguel
- Maribel Verdú : Mariana
- Gonzalo Vega : Aurelio
- Amparo Baró : Rosa
- Rafael Alonso : frère Benito
- Luis Barbero : prieur
- Susi Sánchez : Marisa
- Gabriel Latorre : frère Ventura
- Pedro Álvarez-Ossorio : frère Sinesio
- Jorge Calvo : frère Felicísimo

## Distinctions
Le film a été présenté en sélection officielle en compétition lors de Berlinale 1994.